# Маклахлан, Бен
Бен Маклахлан (англ. Ben McLachlan, [məˈklɒxlən]; родился 10 мая 1992 года в Куинстауне, Новая Зеландия) — теннисист из Новой Зеландии, с 2017 по 2024 года выступавший за Японию; победитель семи турниров ATP в парном разряде.

## Общая информация
Бен родился в семье новозеландца Крейга и японки Юрико. Есть старший брат Рики, который играл с Беном в теннис в колледже, а сейчас является его тренером.
Начал играть в теннис в возрасте семи лет. Любимая поверхность — трава, любимый турнир — Токио. Кумирам в мире тенниса в детстве был Роджер Федерер. В детстве также увлекался баскетболом, является поклонником команды Голден Стэйт Уорриорз.

## Спортивная карьера
Маклахлан специализируется на выступлениях в парном разряде. Первую победу на турнирах младшей серии «фьючерс» он одержал в ноябре 2014 года. К июню 2016 года на его счету уже было 13 выигранных «фьючерсов» в парном разряде.
В июне 2017 года в Тоди Маклахлан выиграл первый турнир из серии «челленджер» в паре с Стивеном де Ваардом. В сентябре того же года он сыграл первый матч за сборную Японии в Кубке Дэвиса. В октябре Бен преподнёс сюрприз, победив на дебютном для себя турнире Мирового тура. Он в дуэте с Ясутакой Утияма выиграл парный приз титул турнира в Токио. После турнира Маклахлан вошёл в топ-100 парного рейтинга.
В январе 2018 года Маклахлан дебютировал на турнирах серии Большого шлема, сыграв на Открытом чемпионате Австралии в паре с Яном-Леннардом Штруффом. С ходу ему удалось дойти до полуфинала, выбив с турнира первых номеров посева Лукаша Кубота и Марсело Мело в четвертьфинале. В феврале он в партнёрстве с Юго Нисом вышел в финал зального турнира в Монпелье, а в мае с Николасом Монро в финал на грунте в Стамбуле.
Уимблдонский турнир 2018 года принёс Маклахлану четвертьфинал, добытый в альянсе со Штруффом. Осенью он выиграл сразу два титула. Сначала с Джо Солсбери он выиграл турнир в Шэньчжэне, а затем с Яном-Леннардом Штруффом второй год подряд выиграл в Токио. В парном рейтинге Маклахлан смог подняться в топ-20.
В начале сезона 2019 года Маклахлан и Штруфф стали победителями турнира в Окленде. В феврале Бен достиг финала турнира в Марселе в команде с Матве Мидделкопом. Затем ещё один финал он сыграл на турнире в Дубае, где играл в одной команде со Штруффом. На Открытом чемпионате США Маклахлан с британцем Люком Бэмбриджом вышел в четвертьфинал. В конце сезона сыграл за Японию в финальном турнире Кубка Дэвиса.
В январе 2020 года Бэмбридж и Маклахлан победили на турнире в Окленде, а в феврале вышли в финал в Делрей-Бич. Осенью в паре с Равеном Класеном удалось победить на турнире в Кёльне. В 2021 году с Класеном вышел в четвертьфинал Уимблдонского турнира. В июле Маклахлан выступил на Олимпиаде в Токио. В мужской паре совместно с Кэем Нисикори и в миксте с Эной Сибахарой результатом выступлений стали выходы в четвертьфинал. После Олимпиады в альянсе с Класеном был взять титул на турнире в Вашингтоне.
В феврале 2022 года Класен и Маклахлан вышли в финал зального турнира в Марселе. Больше в основном туре до решающих матчей Маклахлан не добирался. Также в том сезоне он отметился выигрышем двух турниров из серии «челленджер». В 2023 году он выиграл ещё два парных «челленджера», а в начале 2024 года завершил карьеру.

## Рейтинг на конец года
| Год  | Одиночный рейтинг | Парный рейтинг |
| 2023 |                   | 79             |
| 2022 |                   | 79             |
| 2021 |                   | 37             |
| 2020 |                   | 48             |
| 2019 |                   | 44             |
| 2018 |                   | 18             |
| 2017 |                   | 73             |
| 2016 | 1 402             | 198            |
| 2015 | 910               | 397            |
| 2014 | 772               | 758            |
| 2013 |                   | 1 666          |
| 2012 | 1 239             | 1 504          |

## Выступления на турнирах

### Финалы челленджеров и фьючерсов в одиночном разряде (1)

#### Поражение (1)
| Условные обозначения |
| Челленджеры (0+8)*   |
| Фьючерсы (0+13)      |

| Титулы по покрытиям | Титулы по месту проведения матчей турнира |
| ------------------- | ----------------------------------------- |
| Хард (0+14)*        | Зал (0+2)                                 |
| Грунт (0+4)         | Зал (0+2)                                 |
| Трава (0+1)         | Открытый воздух (0+19)                    |
| Ковёр (0+2)         | Открытый воздух (0+19)                    |

* количество побед в одиночном разряде + количество побед в парном разряде.
| №  | Дата           | Турнир         | Покрытие | Соперник в финале | Счёт    |
| 1. | 23 ноября 2014 | Пенсакола, США | Грунт    | Тео Фурньер       | 2-6 5-7 |

### Финалы турнировATPв парном разряде (13)

#### Победы (7)
| Легенда                     |
| --------------------------- |
| Турниры Большого шлема (0)* |
| Итоговый турнир ATP (0)     |
| Мастерс (0)                 |
| АТР 500 (0+3)               |
| АТР 250 (0+4)               |

| Титулы по покрытиям | Титулы по месту проведения матчей турнира |
| ------------------- | ----------------------------------------- |
| Хард (0+7)*         | Зал (0+2)                                 |
| Грунт (0)           | Зал (0+2)                                 |
| Трава (0)           | Открытый воздух (0+5)                     |
| Ковёр (0)           | Открытый воздух (0+5)                     |

* количество побед в одиночном разряде + количество побед в парном разряде.
| №  | Дата             | Турнир                     | Покрытие   | Партнёр           | Соперники в финале            | Счёт          |
| 1. | 8 октября 2017   | Токио, Япония              | Хард       | Ясутака Утияма    | Джейми Маррей Бруно Соарес    | 6-4 7-6(1)    |
| 2. | 30 сентября 2018 | Шэньчжэнь, Китай           | Хард       | Джо Солсбери      | Роберт Линдстедт Раджив Рам   | 7-6(5) 7-6(4) |
| 3. | 7 октября 2018   | Токио, Япония (2)          | Хард (зал) | Ян-Леннард Штруфф | Майкл Винус Равен Класен      | 6-4 7-5       |
| 4. | 12 января 2019   | Окленд, Новая Зеландия     | Хард       | Ян-Леннард Штруфф | Майкл Винус Равен Класен      | 6-3 6-4       |
| 5. | 18 января 2020   | Окленд, Новая Зеландия (2) | Хард       | Люк Бэмбридж      | Маркус Даниэлл Филипп Освальд | 7-6(3) 6-3    |
| 6. | 25 октября 2020  | Кёльн, Германия            | Хард (зал) | Равен Класен      | Кевин Кравиц Андреас Мис      | 6-2 6-4       |
| 7. | 8 августа 2021   | Вашингтон, США             | Хард       | Равен Класен      | Майкл Винус Нил Скупски       | 7-6(4) 6-4    |

#### Поражения (6)
| №  | Дата            | Турнир               | Покрытие   | Партнёр           | Соперники в финале              | Счёт              |
| 1. | 11 февраля 2018 | Монпелье, Франция    | Хард (зал) | Юго Нис           | Кен Скупски Нил Скупски         | 6-7(2) 4-6        |
| 2. | 6 мая 2018      | Стамбул, Турция      | Грунт      | Николас Монро     | Доминик Инглот Роберт Линдстедт | 6-3 3-6 [8-10]    |
| 3. | 24 февраля 2019 | Марсель, Франция     | Хард (зал) | Матве Мидделкоп   | Фабрис Мартен Жереми Шарди      | 3-6 7-6(4) [3-10] |
| 4. | 2 марта 2019    | Дубай, ОАЭ           | Хард       | Ян-Леннард Штруфф | Раджив Рам Джо Солсбери         | 6-7(4) 3-6        |
| 5. | 23 февраля 2020 | Делрей-Бич, США      | Хард       | Люк Бэмбридж      | Боб Брайан Майк Брайан          | 6-3 5-7 [5-10]    |
| 6. | 20 февраля 2022 | Марсель, Франция (2) | Хард       | Равен Класен      | Денис Молчанов Андрей Рублёв    | 6-4 5-7 [7-10]    |

### Финалы челленджеров и фьючерсов в парном разряде (33)

#### Победы (21)
| №   | Дата             | Турнир                   | Покрытие    | Партнёр            | Соперники в финале                    | Счёт                 |
| 1.  | 23 ноября 2014   | Пенсакола, США           | Грунт       | Джастин Шейн       | Джулиан Кэш Флориан Лакат             | 7-6(2) 6-2           |
| 2.  | 10 мая 2015      | Ориндж-Парк, США         | Грунт       | Жан-Ив Обон        | Факундо Мена Максимилиано Эстевес     | 6-4 6-4              |
| 3.  | 6 июня 2015      | Каруидзава, Япония       | Грунт       | Кейсуке Ватануки   | Шо Катаяма Арата Онозава              | 6-1 3-6 [10-3]       |
| 4.  | 21 июня 2015     | Акисима, Япония          | Ковёр       | Юя Киби            | Кейсуке Ватануки Арата Онозава        | 6-3 6-2              |
| 5.  | 30 августа 2015  | Ашкелон, Израиль         | Хард        | Джаррид Чаплин     | Жонатан Канар Элие Россе              | 6-2 4-6 [10-8]       |
| 6.  | 5 сентября 2015  | Кирьят-Гат, Израиль      | Хард        | Джаррид Чаплин     | Мор Булис Эдан Лешем                  | 7-6(2) 6-2           |
| 7.  | 12 сентября 2015 | Мейтар, Израиль          | Хард        | Джаррид Чаплин     | Микаэль Гиртц Стефано Наполитано      | 7-6(5) 6-3           |
| 8.  | 6 февраля 2016   | Баку, Азербайджан        | Ковёр (зал) | Микелис Либиетис   | Санжар Файзиев Тимур Хабибулин        | 7-6(2) 6-7(2) [10-6] |
| 9.  | 27 февраля 2016  | Рамат-Ган, Израиль       | Хард        | Микелис Либиетис   | Райан Липман Алексиос Халебян         | 3-6 7-6(3) [12-10]   |
| 10. | 2 апреля 2016    | Цукуба, Япония           | Хард        | Финн Тирни         | Юити Ито Шо Катаяма                   | 3-6 6-4 [10-4]       |
| 11. | 29 мая 2016      | Рамат-Ган, Израиль       | Хард        | Джаррид Чаплин     | Николас Мейстер Хантер Риз            | 7-5 7-6(1)           |
| 12. | 5 июня 2016      | Кирьят-Шмона, Израиль    | Хард        | Джаррид Чаплин     | Квинтон Вега Кэмерон Сильвермен       | 6-2 6-3              |
| 13. | 11 июня 2016     | Акко, Израиль            | Хард        | Джаррид Чаплин     | Ник Чеппелл Милен Янакиев             | 2-6 6-3 [10-5]       |
| 14. | 24 июня 2017     | Тоди, Италия             | Грунт       | Стивен де Ваард    | Марин Драганя Томислав Драганя        | 6-7(7) 6-4 [10-7]    |
| 15. | 24 сентября 2017 | Кванджу, Южная Корея     | Хард        | Чжэнь Ти           | Марин Драганя Томислав Драганя        | 6-7(7) 6-4 [10-7]    |
| 16. | 11 ноября 2017   | Кобе, Япония             | Хард (зал)  | Ясутака Утияма     | Дживан Недунчежиян Кристофер Рунгкат  | 4-6 6-3 [10-8]       |
| 17. | 9 июня 2019      | Сербитон, Великобритания | Трава       | Марсель Гранольерс | Квон Сунво Рамкумар Раманатхан        | 4-6 6-3 [10-2]       |
| 18. | 14 августа 2022  | Чикаго, США              | Хард        | Андре Йёранссон    | Эван Кинг Митчелл Крюгер              | 6-4 6-7(3) [10-5]    |
| 19. | 21 августа 2022  | Ванкувер, Канада         | Хард        | Андре Йёранссон    | Джон-Патрик Смит Трет Конрад Хьюи     | 6-7(4) 7-6(7) [11-9] |
| 20. | 8 января 2023    | Канберра, Австралия      | Хард        | Андре Йёранссон    | Джон-Патрик Смит Эндрю Харрис         | 6-3 5-7 [10-5]       |
| 21. | 26 февраля 2023  | Монтеррей, Мексика       | Хард        | Андре Йёранссон    | Луис Давид Мартинес Кристиан Родригес | 6-3 6-4              |

#### Поражения (12)
| №   | Дата            | Турнир                    | Покрытие | Партнёр             | Соперники в финале                         | Счёт              |
| 1.  | 22 июня 2014    | Акисима, Япония           | Ковёр    | Кейсуке Ватануки    | Шо Катаяма Арата Онозава                   | 7-6(4) 3-6 [4-10] |
| 2.  | 24 августа 2014 | Росарито, Мексика         | Хард     | Джаррид Чаплин      | Даниэль Гарса Антонио Руис Росалес         | 6-0 (без игры)    |
| 3.  | 22 февраля 2015 | Коломбо, Шри-Ланка        | Грунт    | Андре Доум          | Мильян Зекич Арсений Златанович            | 2-6 4-6           |
| 4.  | 3 апреля 2015   | Цукуба, Япония            | Хард     | Джаррид Чаплин      | Синтаро Имаи Такуто Ники                   | 2-6 4-6           |
| 5.  | 12 марта 2016   | Ниситама, Япония          | Хард     | Хуан Лянчи          | Юя Киби Тосихидэ Мацуи                     | 3-6 1-6           |
| 6.  | 3 июля 2016     | Келоуна, Канада           | Хард     | Джаррид Чаплин      | Джейсон Джанг Джон-Пол Фруттеро            | 4-6 6-7(4)        |
| 7.  | 14 августа 2016 | Аптос, США                | Хард     | Маккензи Макдональд | Такер Ворстер Николас Шольц                | 7-6(5) 3-6 [8-10] |
| 8.  | 16 октября 2016 | Монтеррей, Мексика        | Хард     | Джаррид Чаплин      | Эван Кинг Денис Кудла                      | 7-6(4) 4-6 [2-10] |
| 9.  | 29 июля 2017    | Кортина-д’Ампеццо, Италия | Грунт    | Стивен де Ваард     | Гидо Андреосси Геральд Мельцер             | 2-6 6-7(4)        |
| 10. | 29 октября 2017 | Хошимин, Вьетнам          | Хард     | Го Соэда            | Сакет Минени Виджай Сундар Прашант         | 6-7(3) 6-7(5)     |
| 11. | 17 апреля 2022  | Барлетта, Италия          | Грунт    | Шимон Вальков       | Евгений Карловский Евгений Тюрнев          | 3-6 4-6           |
| 12. | 12 марта 2023   | Пуэрто-Вальярта, Мексика  | Хард     | Андре Йёранссон     | Роберт Галлоуэй Мигель Анхель Рейес Варела | 0-3 — отказ       |